# Манце, Драган
Драган Манце (26 сентября 1962 — 3 сентября 1985) — югославский профессиональный футболист, играл на позиции нападающего. Он провел большую часть своей карьеры в «Партизане», заработав авторитет среди болельщиков клуба. Манце погиб в автокатастрофе, когда ехал на тренировку, за 23 дня до своего 23-го дня рождения.

## Карьера игрока

### Клубная карьера
Манце начал карьеру в клубе из своего родного города «Земун», в академии которого выступал с 15 лет. Он быстро продемонстрировал свой талант, дебютировав во Второй лиге Югославии в возрасте 17 лет. В сентябре 1980 года Манце был переведён в команду «Партизан» в обмен на опытного нападающего Слободана Сантрача.
Манце дебютировал за «Партизан» 22 ноября 1980 года в домашней игре с «Сараево», выйдя на замену во втором тайме (1:1). Он провёл ещё пять матчей в чемпионате до конца сезона 1980/81. 12 августа 1981 года Манце забил свой первый гол за клуб, принеся победу над «Раднички Ниш» со счётом 1:0. Он закончил сезон 1981/82 с пятью голами в 21 игре чемпионата. Манце был лучшим бомбардиром команды в сезоне 1982/83, в том же году он стал чемпионом Югославии. В следующем сезоне 1983/84 он провёл 28 матчей в лиге и забил восемь голов.
В сезоне 1984/85 Манце снова стал лучшим бомбардиром клуба. В первом матче второго раунда Кубка УЕФА в гостях у «Куинз Парк Рейнджерс» он забил зрелищный гол с дальней дистанции. Несмотря на поражение со счётом 2:6 «Партизан» вышел в следующий раунд после победы со счётом 4:0 в ответном матче дома. Манце забил первый гол матча, сама игра заняла 70-е место в списке «100 лучших матчей», по версии Eurosport (2009).
Летом 1985 года, после долгих раздумий, Манце подписал новый четырёхлетний контракт с «Партизаном», по которому он должен был играть в клубе до 1989 года. В конце концов, он сыграл свой последний матч 1 сентября 1985 года, забив второй гол команды с пенальти. Он принёс «Партизану» домашнюю победу со счётом 2:1 над «Будучност Титоград».

### Международная карьера
Манце сыграл четыре матча за сборную Югославии. Он дебютировал за команду 23 апреля 1983 года в товарищеском матче против Франции на выезде, его команда проиграла со счётом 0:4. Его последняя игра за сборную пришлась на ноябрь того же года — это снова стал товарищеский матч против Франции, только домашний, игра завершилась без голов.

## Смерть
Манс погиб 3 сентября 1985 года в автокатастрофе, когда ехал на своём Peugeot 205 на тренировку команды. Похоронен на Белградском Новом кладбище. На его похоронах присутствовало 30000 человек. Манце пережили его родители, Фердинанд и Душанка, и младший брат Горан.